# Fluoreto de cromo(II)
Fluoreto de cromo(II) é um composto inorgânico de fórmula química CrF2. É um sólido iridescente azul-esverdeado. Assim como outros compostos de cromo, o fluoreto de cromo(II) é oxidado a óxido de cromo(III) em contado com o ar.

## References
1. 1 2 3 4  Perry, Dale L. (2011). Handbook of Inorganic Compounds, Second Edition. Boca Raton, Florida: CRC Press. p. 120. ISBN 978-1-43981462-8. Consultado em 10 de janeiro de 2014
2. ↑  Merck Index, 14 ed. entry 2245